# Malawi nos Jogos Olímpicos de Verão de 2024
Malawi participou dos Jogos Olímpicos de Verão de 2024, realizados em Paris, na França. Foi a 12.ª aparição do país nos Jogos Olímpicos de Verão desde a estreia em Munique 1972.
Foi representado por três atletas que competiram no atletismo e natação, mas nenhum conquistou medalhas.

## Competidores
Esta foi a participação por modalidade nesta edição:
| Esporte   | Masculino | Feminino | Total |
| --------- | --------- | -------- | ----- |
| Atletismo | 0         | 1        | 1     |
| Natação   | 1         | 1        | 2     |
| Total     | 1         | 2        | 3     |

## Desempenho

### Atletismo
- Q = Qualificado para a próxima fase
- q = Qualificado para a próxima fase como o perdedor mais rápido ou, em eventos de campo, pela posição sem atingir o alvo para qualificação
- N/A = Fase não aplicável para o evento
- Bye = Atleta não precisou disputar aquela fase

Feminino
Eventos de pista
| Atleta           | Evento | Preliminar | Preliminar | Baterias | Baterias | Semifinal   | Semifinal   | Final       | Final       | Ref.  |
| Atleta           | Evento | Tempo      | Pos.       | Tempo    | Pos.     | Tempo       | Pos.        | Tempo       | Pos.        | Ref.  |
| ---------------- | ------ | ---------- | ---------- | -------- | -------- | ----------- | ----------- | ----------- | ----------- | ----- |
| Asimenye Simwaka | 100 m  | 11.78      | 2 Q        | 11.91    | 8        | Não avançou | Não avançou | Não avançou | Não avançou | [ 5 ] |

### Natação
Masculino
| Atleta       | Evento     | Eliminatórias | Eliminatórias | Semifinal   | Semifinal   | Final       | Final       | Ref.  |
| Atleta       | Evento     | Tempo         | Pos.          | Tempo       | Pos.        | Tempo       | Pos.        | Ref.  |
| ------------ | ---------- | ------------- | ------------- | ----------- | ----------- | ----------- | ----------- | ----- |
| Filipe Gomes | 50 m livre | 24.11         | 49            | Não avançou | Não avançou | Não avançou | Não avançou | [ 6 ] |

Feminino
| Atleta                 | Evento     | Eliminatórias | Eliminatórias | Semifinal   | Semifinal   | Final       | Final       | Ref.  |
| Atleta                 | Evento     | Tempo         | Pos.          | Tempo       | Pos.        | Tempo       | Pos.        | Ref.  |
| ---------------------- | ---------- | ------------- | ------------- | ----------- | ----------- | ----------- | ----------- | ----- |
| Tayamika Chang'anamuno | 50 m livre | 29.32         | 55            | Não avançou | Não avançou | Não avançou | Não avançou | [ 7 ] |